# Bräckebäcktjärnarna (Åre socken, Jämtland, 703830-136228)
Bräckebäcktjärnarna är en sjö i Åre kommun i Jämtland och ingår i Indalsälvens huvudavrinningsområde.